# Rishabha (tirthankara jaina)

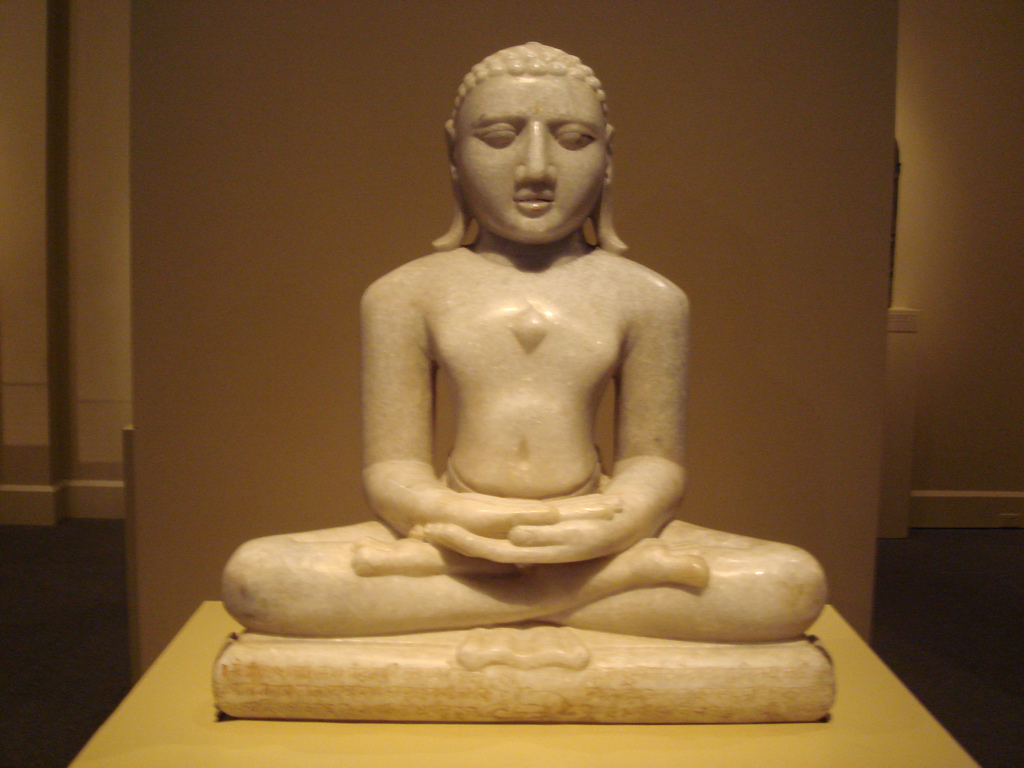
Estatua de Rishabha en Museo de Arte del Condado de los Ángeles.

En la religión jaina, Rishabhá, (Rishi: santo y sabio, abbha: padre) el padre santo y sabio (‘se refiere al tiempo de la constelación estelar del Toro, que estaba vigente por la rotación y traslación de la tierra, ahora estamos en acuario’) o Ādinātha (‘Señor original’), fue el primero de los 24 tirthankaras. De acuerdo con las creencias jainas, Rishabhá fundó la Dinastía iksuakú y fue el primer tirthankara de la presente era. Debido a esto fue llamado Adinath.
Rishabhanatha (también Ṛṣabhadeva, Rishabhadeva o Ṛṣabha) es el primer Tirthankara (fabricante de vados) del jainismo. Fue el primero de veinticuatro maestros en el presente medio ciclo de la cosmología jainista, y se le llamó a un "fabricante de vados" porque sus enseñanzas le ayudaron a cruzar el mar de renacimientos y muertes interminables (saṃsāra).

## Contexto histórico
Las leyendas jainistas lo representan como si hubiera vivido hace millones de años. También es conocido como Ādinātha que se traduce en "Primer Señor (Adi) (nātha)", así como Adishvara (primer ishvara), Yugadideva (deva de yuga), Prathamaraja (primer rey) y Nabheya (hijo de Nabhi). Junto con Mahavira, Parshvanatha y Neminatha, Rishabhanatha es uno de los cuatro Tirthankaras que atraen la adoración más devocional entre los jainistas.
Según los relatos tradicionales de Jain, nació del rey Nabhi y la reina Marudevi en la ciudad de Ayodhya, en el norte de India, también llamada Vinita. Tenía dos esposas, Sunanda y Sumangala. Sumangala es descrita como la madre de sus noventa y nueve hijos (incluido Bharata) y una hija, Brahmi. Sunanda es representada como la madre de Bahubali y Sundari. La repentina muerte de Nilanjana, una de las bailarinas de Indra, le recordó la naturaleza transitoria del mundo y desarrolló un deseo de renuncia.
Después de su renuncia, las leyendas jainistas dicen que Rishabhanatha vagó sin comida durante todo un año. El día en que obtuvo su primer ahara (comida) es celebrado por Jains como Akshaya Tritiya. Alcanzó a Moksha en el monte Asthapada (Kailash). El texto Adi Purana de Jinasena es un relato de los acontecimientos de su vida. Su iconografía incluye estatuas colosales como la Estatua de Ahimsa, Bawangaja y las erigidas en la colina de Gopachal. Sus iconos incluyen el toro del mismo nombre como su emblema, el árbol Nyagrodha, Gomukha (con cara de toro) Yaksha y Chakreshvari Yakshi.
En los cánones jainas, Rishabha fue hijo del rey Nabhi Rash (Kulkar) y la reina Marudevi en Ayodhya antes de que se desarrollara cualquier cultura. Él le enseñó a la gente agricultura, el cuidado de los animales y la cocina, entre otras cosas.
Rishabhá tuvo 101 hijos, siendo los primeros entre ellos Bharata y Bajubali, y 2 hijas, Brahmi y Sundari.
Los jainas creen que el hijo más grande, Bharata, fue un chakravartin que más tarde alcanzó la liberación moksa y por eso es venerado como un siddha.  De acuerdo a las creencias jainas, la nación India fue nombrada 'Bhāratavarsha' o 'Bhārata' debido a él.
En esto coinciden con el mítico rey Rishabhá, que fue padre del emperador Bharata.